# ملعب عبد العزيز الشتيوي
ملعب عبد العزيز الشتيوي هو ملعب كرة قدم يقع في مدينة المرسى بالجمهورية التونسية، يحتوي على سبعة آلاف مقعد.
ويستخدم هذا الملعب من طرف المستقبل الرياضي بالمرسى الذي ينشط في الرابطة التونسية المحترفة الثانية لكرة القدم.